# Женская сборная России по волейболу
Женская национальная сборная России по волейболу является правопреемницей сборной СССР и представляет Россию на международных соревнованиях по волейболу. Впервые была собрана в 1992 году, в официальных международных соревнованиях участвует с 1993 года. Двукратный серебряный призёр Олимпийских игр (2000 и 2004), двукратный чемпион мира (2006, 2010), шестикратный чемпион Европы. Управляется Всероссийской федерацией волейбола.

## История

### Команда Карполя
История сборной России стала логичным продолжением истории советской сборной, главным тренером которой с 1978 года (с перерывом) был Николай Карполь.
Во времена Карполя сборная России практически не знала конкуренции на континентальной арене, выиграв четыре чемпионата Европы из шести, была одной из сильнейших команд мира, подтверждением чему являются три победы в турнирах Гран-при. В то же время выиграть более крупный мировой форум — чемпионат мира или Олимпийские игры — россиянкам не удавалось. Характерными чертами этого периода в жизни сборной являлось существование базового клуба — екатеринбургской «Уралочки», короткая скамейка запасных — игра почти без замен на протяжении отдельных турниров, сильная зависимость команды от её лидера, которым долгие годы была Евгения Артамонова, а позднее Екатерина Гамова. Последнее обстоятельство часто давало минимальное преимущество соперникам в решающих матчах крупнейших турниров: сборной Китая, которой Россия уступала в полуфинале Олимпийских игр-1996 и чемпионата мира-1998, а также финале Олимпиады-2004, сборной Кубы, обыгравшей россиянок в решающем матче Кубка мира-1999 и Олимпиады-2000, сборной США, оставившей Россию вне финала чемпионата мира-2002.
В то же время сборная России отличалась характером и психологической устойчивостью, которые не раз помогали ей в самых критических ситуациях. Из этой серии — бронза чемпионата мира 1994 года, где российская команда играла без ведущих игроков, в том числе и перенёсшей операцию Евгении Артамоновой, но одно её присутствие на скамейке запасных во время матчей заставляло команду «прыгать выше головы». Ещё более показательный пример — олимпийский турнир в Афинах-2004.
К нему сборная России подходила совсем не фаворитом. На чемпионате Европы-2003 из-за пищевого отравления команда заняла только 5-е место. Затем последовал провал на олимпийском квалификационном турнире в Баку. В мае 2004-го на турнире в Японии путёвка на Олимпиаду всё же была завоёвана, однако летом ведущие волейболистки не участвовали в Гран-при, лишившись полноценной игровой практики. В сборной не было потерявших общий язык с Карполем Елены Годиной и Анастасии Беликовой, в последний момент решился вопрос с участием в турнире Любови Соколовой и Елизаветы Тищенко, которая восстанавливалась после травмы. Капитан сборной, Евгения Артамонова, также переживала последствия травмы. Уже в Афинах 19-летняя связующая Марина Шешенина набиралась необходимого опыта игры на столь ответственной позиции.
Все эти обстоятельства позволяют считать «серебро» сборной России в олимпийском турнире Афин настоящим чудом, если, конечно, не знать каким характером обладала эта Команда. Семь матчболов, отыгранных в полуфинале против сборной Бразилии, высочайшего класса игра с командой Китая в финале, где уже сборная России была как никогда близка к успеху, стали яркой страницей в истории российского волейбола.

### Команда Капрары
Ещё во время афинской Олимпиады Николай Карполь заявил, что оставляет пост главного тренера сборной России. На вакантную должность был приглашён итальянский специалист Джованни Капрара. Вторым тренером и переводчиком стала его жена, связующая Ирина Кириллова.
Сохранив в составе Екатерину Гамову и Любовь Соколову, вернув в сборную Елену Годину, Капрара также дал шанс проявить себя и более молодым игрокам: Юлии Меркуловой, Марине Акуловой, Светлане Крючковой, Марии Бородаковой. Результат не заставил себя ждать — осенью 2006 года эти волейболистки выиграли звание чемпионок мира, последовательно победив все сильнейшие сборные планеты: Китай, США, Италию и Бразилию. И если итальянки в полуфинале были разгромлены, то в решающем матче вновь пришлось проявлять характер, отыгрываясь в пятой партии со счёта 11:13. Нельзя не отметить и качественный прогресс в игре команды, сборная продемонстрировала современный волейбол самого высокого уровня. Джованни Капрара тогда так охарактеризовал свою великолепную команду: «Наш успех во-многом определила игра трёх волейболисток — Годиной, Гамовой и Соколовой. У них очень сильная мотивация, без которой хорошо играть невозможно. Кроме того, мы нашли пасующую, которая способна хоть пять часов бегать без передышки; либеро, обдумывающую каждый приём; двух прекрасных блокирующих. Кроме них у нас есть ещё пять игроков, которые проделали огромную работу».
| СБОРНАЯ РОССИИ НА ЧЕМПИОНАТЕ МИРА-2006 | СБОРНАЯ РОССИИ НА ЧЕМПИОНАТЕ МИРА-2006 | СБОРНАЯ РОССИИ НА ЧЕМПИОНАТЕ МИРА-2006 | СБОРНАЯ РОССИИ НА ЧЕМПИОНАТЕ МИРА-2006 | СБОРНАЯ РОССИИ НА ЧЕМПИОНАТЕ МИРА-2006 | СБОРНАЯ РОССИИ НА ЧЕМПИОНАТЕ МИРА-2006 | СБОРНАЯ РОССИИ НА ЧЕМПИОНАТЕ МИРА-2006 | СБОРНАЯ РОССИИ НА ЧЕМПИОНАТЕ МИРА-2006 |
| № | Имя                                    | Дата рождения                          | Рост                                   | Клуб                                   | Игр (в старт. составе)                 | Очков (атака, блок, подача)            |                                        |
| Центральные блокирующие | Центральные блокирующие                | Центральные блокирующие                | Центральные блокирующие                | Центральные блокирующие                | Центральные блокирующие                | Центральные блокирующие                | Центральные блокирующие                |
| --- | -------------------------------------- | -------------------------------------- | -------------------------------------- | -------------------------------------- | -------------------------------------- | -------------------------------------- | -------------------------------------- |
| 1 | Мария Бородакова                       | 08.03.1986                             | 190                                    | «Динамо» (Москва)                      | 11 (11)                                | 78 (40, 26, 12)                        |                                        |
| 2 | Ольга Житова                           | 25.07.1983                             | 188                                    | «Динамо» (Московская область)          | 2 (—)                                  | 0                                      |                                        |
| 4 | Мария Брунцева                         | 12.06.1980                             | 188                                    | «Стинол»                               | 7 (1)                                  | 5 (4, 1, 0)                            |                                        |
| 16 | Юлия Меркулова                         | 17.02.1984                             | 202                                    | «Заречье-Одинцово»                     | 10 (10)                                | 80 (49, 27, 4)                         |                                        |
| Связующие |                                        |                                        |                                        |                                        |                                        |                                        |                                        |
| 12 | Марина Шешенина                        | 26.06.1985                             | 180                                    | «Уралочка-НТМК»                        | 7 (—)                                  | 4 (1, 3, 0)                            |                                        |
| 18 | Марина Акулова                         | 13.12.1985                             | 180                                    | «Самородок»                            | 11 (11)                                | 24 (6, 16, 2)                          |                                        |
| Нападающие |                                        |                                        |                                        |                                        |                                        |                                        |                                        |
| 5 | Любовь Соколова                        | 4.12.1977                              | 193                                    | «Мурсия-2005»                          | 10 (10)                                | 175 (150, 21, 4)                       |                                        |
| 6 | Елена Година                           | 17.09.1977                             | 192                                    | «Динамо» (Москва)                      | 11 (11)                                | 137 (96, 13, 28)                       |                                        |
| 7 | Наталья Сафронова (К)                  | 06.02.1979                             | 192                                    | «Заречье-Одинцово»                     | 8 (1)                                  | 19 (17, 2, 0)                          |                                        |
| 11 | Екатерина Гамова                       | 17.10.1980                             | 202                                    | «Динамо» (Москва)                      | 11 (11)                                | 190 (152, 32, 6)                       |                                        |
| 17 | Наталья Куликова                       | 12.05.1982                             | 190                                    | «Самородок»                            | 9 (—)                                  | 6 (5, 1, 0)                            |                                        |
| Либеро |                                        |                                        |                                        |                                        |                                        |                                        |                                        |
| 9 | Светлана Крючкова                      | 21.02.1985                             | 170                                    | «Стинол»                               | 11                                     | —                                      |                                        |
| Главный тренер — Джованни Капрара. Ассистент главного тренера — Ирина Кириллова. Тренер — Марко Бревильери. Тренер по физподготовке — Джузеппе Аззара. Статистики — Кармело Борруто, Сергей Макаров. Доктор — Александр Фёдоров. Массажист — Сергей Прут. Генеральный менеджер — Владимир Щуплов. |                                        |                                        |                                        |                                        |                                        |                                        |                                        |

Однако столь же успешного продолжения не последовало: в 2007 году сборная России стала только четвёртой в розыгрыше Гран-при, третьей на чемпионате Европы, не смогла отобраться на Гран-при-2008, откатилась на 8-е место в рейтинге FIVB. К Олимпийским играм в Пекине национальная команда подошла абсолютно неподготовленной и впервые в истории не смогла преодолеть четвертьфинальный барьер, после чего Джованни Капрара покинул пост главного тренера.

### Команда Кузюткина и Овчинникова
После отставки Капрары главным тренером сборной, но только на один турнир — отбор к Гран-при-2009, проходивший в Омске, — стал Вадим Анатольевич Панков, главный тренер «Заречья-Одинцова», работавший в своё время в сборных СССР и России помощником Владимира Паткина и Николая Карполя. 17 февраля 2009 года новым наставником сборной России был выбран Владимир Иванович Кузюткин.
В 2009 году сборная России, выступавшая в сильно обновлённом составе, заняла второе место на Гран-при, а на чемпионате Европы не смогла пробиться в полуфинал. В декабре 2009 года нападающая российской сборной Наталья Сафронова на одной из тренировок «Динамо» потеряла сознание, потом выяснилось, что случился инсульт, в настоящее время она продолжает курс лечения.
Вслед за Екатериной Гамовой, выступавшей за сборную в 2009-м, в национальную команду летом 2010 года вернулась Любовь Соколова. Они вновь стали ключевыми фигурами, вокруг которых сформировалась команда, показавшая максимальный результат уже на следующем крупном старте — чемпионате мира в Японии.
Российские волейболистки завоевали золото мирового форума, как и четыре года назад, обыграв в пятисетовом финальном матче сборную Бразилии. Комментируя финал, главный тренер сборной России Владимир Кузюткин сказал: «Качество волейбола было фантастическим и у той, и у другой команды. Нам помог выиграть характер». Двукратными чемпионками мира стали Мария Борисенко (Бородакова), Екатерина Гамова, Светлана Крючкова, Юлия Меркулова и Любовь Соколова. Екатерина Гамова была удостоена приза самому ценному игроку чемпионата, а стремительно прогрессирующая Татьяна Кошелева стала лучшей в атаке.
| СБОРНАЯ РОССИИ НА ЧЕМПИОНАТЕ МИРА-2010                                                              | СБОРНАЯ РОССИИ НА ЧЕМПИОНАТЕ МИРА-2010 | СБОРНАЯ РОССИИ НА ЧЕМПИОНАТЕ МИРА-2010 | СБОРНАЯ РОССИИ НА ЧЕМПИОНАТЕ МИРА-2010 | СБОРНАЯ РОССИИ НА ЧЕМПИОНАТЕ МИРА-2010 | СБОРНАЯ РОССИИ НА ЧЕМПИОНАТЕ МИРА-2010 | СБОРНАЯ РОССИИ НА ЧЕМПИОНАТЕ МИРА-2010 | СБОРНАЯ РОССИИ НА ЧЕМПИОНАТЕ МИРА-2010 |
| №                                                                                                   | Имя                                    | Дата рождения                          | Рост                                   | Клуб                                   | Игр (в старт. составе)                 | Очков (атака, блок, подача)            |                                        |
| Центральные блокирующие                                                                             | Центральные блокирующие                | Центральные блокирующие                | Центральные блокирующие                | Центральные блокирующие                | Центральные блокирующие                | Центральные блокирующие                | Центральные блокирующие                |
| --------------------------------------------------------------------------------------------------- | -------------------------------------- | -------------------------------------- | -------------------------------------- | -------------------------------------- | -------------------------------------- | -------------------------------------- | -------------------------------------- |
| 1                                                                                                   | Мария Борисенко (К)                    | 08.03.1986                             | 190                                    | «Динамо» (Казань)                      | 9 (9)                                  | 66 (29, 28, 6)                         |                                        |
| 3                                                                                                   | Мария Перепёлкина                      | 09.03.1984                             | 187                                    | «Динамо» (Москва)                      | 9 (9)                                  | 67 (30, 30, 7)                         |                                        |
| 4                                                                                                   | Елена Константинова                    | 25.08.1981                             | 190                                    | «Динамо» (Краснодар)                   | —                                      | —                                      |                                        |
| 16                                                                                                  | Юлия Меркулова                         | 17.02.1984                             | 202                                    | «Динамо» (Москва)                      | 6 (4)                                  | 31 (22, 7, 2)                          |                                        |
| Связующие                                                                                           |                                        |                                        |                                        |                                        |                                        |                                        |                                        |
| 12                                                                                                  | Вера Улякина                           | 21.08.1986                             | 180                                    | «Динамо» (Казань)                      | 6 (—)                                  | —                                      |                                        |
| 13                                                                                                  | Евгения Старцева                       | 06.02.1989                             | 185                                    | «Динамо» (Краснодар)                   | 11 (11)                                | 39 (16, 14, 9)                         |                                        |
| Нападающие                                                                                          |                                        |                                        |                                        |                                        |                                        |                                        |                                        |
| 2                                                                                                   | Леся Махно                             | 04.09.1981                             | 188                                    | «Динамо» (Москва)                      | 10 (—)                                 | 3 (2, 0, 1)                            |                                        |
| 5                                                                                                   | Любовь Соколова                        | 04.12.1977                             | 193                                    | «Фенербахче»                           | 11 (11)                                | 140 (114, 10, 16)                      |                                        |
| 8                                                                                                   | Наталия Гончарова                      | 01.06.1989                             | 194                                    | «Динамо» (Москва)                      | 11 (2)                                 | 39 (33, 3, 3)                          |                                        |
| 9                                                                                                   | Ольга Фатеева                          | 04.05.1984                             | 190                                    | «Перуджа»                              | —                                      | —                                      |                                        |
| 11                                                                                                  | Екатерина Гамова                       | 17.10.1980                             | 202                                    | «Динамо» (Казань)                      | 11 (11)                                | 223 (188, 22, 13)                      |                                        |
| 15                                                                                                  | Татьяна Кошелева                       | 23.12.1988                             | 191                                    | «Динамо» (Казань)                      | 10 (9)                                 | 152 (132, 14, 6)                       |                                        |
| Либеро                                                                                              |                                        |                                        |                                        |                                        |                                        |                                        |                                        |
| 7                                                                                                   | Светлана Крючкова                      | 21.02.1985                             | 170                                    | «Динамо» (Москва)                      | 11                                     | —                                      |                                        |
| 14                                                                                                  | Екатерина Кабешова                     | 05.08.1986                             | 172                                    | «Динамо» (Казань)                      | —                                      | —                                      |                                        |
| Главный тренер — Владимир Кузюткин. Тренер — Игорь Курносов. Генеральный менеджер — Андрей Макаров. |                                        |                                        |                                        |                                        |                                        |                                        |                                        |

В 2011 году сборная России вследствие кадровых и игровых проблем не смогла стать призёром Гран-при и во второй раз подряд стала только шестой на чемпионате Европы. Последняя неудача не позволила российской команде войти в число участников Кубка мира и вынудила решать задачу попадания на Олимпийские игры-2012 через европейский квалификационный турнир. В октябре Владимир Кузюткин сообщил о решении оставить пост главного тренера команды. 21 октября на заседании тренерского совета клубов Суперлиги исполняющим обязанности главного тренера сборной был назначен наставник краснодарского «Динамо» Сергей Анатольевич Овчинников. 13 декабря он был утверждён на посту главного тренера команды, с февраля 2012 года также работал в должности главного тренера московского «Динамо».
Под руководством Сергея Овчинникова сборная России заняла 5-е место на олимпийском турнире в Лондоне. Эта Олимпиада стала шестой для Евгении Эстес, пятой — для Любови Соколовой, четвёртой — для Екатерины Гамовой. Россиянки выиграли все матчи на групповом этапе и вышли в четвертьфинал, где их соперником стала сборная Бразилии. Встреча равных команд, затянувшаяся на 2 часа 21 минуту, завершилась драматичной пятой партией, в которой российская команда смогла выйти вперёд после счёта 10:13, имела 6 матчболов, но не довела матч до победы. 29 августа 2012 года Сергей Овчинников покончил с собой в хорватском Порече, где проходил предсезонный сбор московского «Динамо».

### Команда Маричева
25 января 2013 года новым главным тренером сборной России назначен наставник мужской команды «Динамо» (Краснодар) Юрий Маричев. Он активно взялся за омоложение команды, от чемпионского состава образца 2010 года в составе остались только Наталия Обмочаева, Татьяна Кошелева, Светлана Крючкова и Мария Бородакова, которая не была включена в заявку на чемпионат Европы. Тренерским штабом был взят курс на убыстрение игры, активное использование в атаке при хорошем приёме нападающих первого темпа, на постоянной основе стали использоваться тройной блок, а также ротация либеро на приёме и в защите. Свой путь сборная начала с участия в коммерческих стартах, затем, выступая практически в основном составе (без Анны Матиенко), стала победителем Универсиады в Казани.
Первой серьёзной проверкой для новой команды стал Гран-при. В первом туре сборной достались в соперники титулованные команды Бразилии и США, а также крепкая сборная Польши. Выиграв в итоге лишь один матч на тай-брейке у Польши, команда отправилась на домашний этап в Екатеринбург, где выиграла все три игры, а затем повторила успех на этапе в Бангкоке. Несмотря 7 побед подряд, строгая формула турнира не позволила россиянкам попасть в финальный этап.
На чемпионате Европы сборная России столкнулась с кадровыми проблемами уже в первые дни группового этапа — не восстановилась от травмы наигрывавшаяся весь сезон центральная блокирующая Ирина Заряжко, а основная связующая Анна Матиенко получила травму пальца. Тем не менее команда провела турнир очень уверенно, обыграв на стадии плей-офф всех призёров предыдущего чемпионата Европы — со счётом 3:0 были повержены сборные Турции и Сербии, а в финальном матче с хозяйками первенства немками россиянки отдали соперницам лишь одну партию и спустя 12 лет вернули титул чемпионок Европы. Индивидуальным призом была награждена связующая Екатерина Панкова, а самым ценным игроком соревнований стала вернувшаяся на свой уровень образца ЧМ-2010 доигровщица Татьяна Кошелева. Во время чемпионата Маричев заявил, что с уходом Екатерины Гамовой игра его команды стала более разносторонней: «Если раньше результат матча зависел от того, сыграет Гамова или нет, то теперь у нас нагрузка ложится на всех равномерно…».
В ноябре 2013 года в составе сборной России на Всемирном Кубке чемпионов из-за проблем со здоровьем не было не только Матиенко и Заряжко, но и двух нападающих — Обмочаевой и Кошелевой. Вернулись в команду Любовь Соколова и Евгения Старцева. Подопечные Юрия Маричева одержали на турнире в Японии только одну победу в 5 матчах и заняли 4-е место.
В сезоне 2014 года сборная России не могла рассчитывать на травмированных блокирующих Юлию Морозову и Анастасию Шляховую, а также на одну из лучших принимающих Викторию Чаплину и тем не менее впервые в 2009 года попала в призёры Гран-при, одержав в борьбе за бронзовую медаль на финальном турнире в Токио трудовые победы над сборными Турции и Китая. Перед чемпионатом мира к команде присоединилась Екатерина Гамова, но усиления командной игры её возвращение не принесло, а потеря из-за травмы плеча по ходу второго группового этапа мирового первенства Александры Пасынковой ещё более усугубило и без того нестабильную игру на приёме. Имея поражения от сборных США, Турции и Бразилии, российская команда благодаря уверенной победе в завершающем матче второго этапа над Сербией смогла выйти в «Финал шести» чемпионата, но, начав его с поражения от американок, оказалась перед необходимостью брать 3 очка в матче с хозяйками. Они в свою очередь не предоставили команде Юрия Маричева ни малейшего шанса на выход в полуфинал, крупно (25:12, 25:17) выиграв два стартовых сета.
В октябре 2015 года сборная России второй раз подряд выиграла чемпионат Европы, одержав в финальном матче победу над хозяйками первенства — сборной Нидерландов. Самым ценным игроком Евро вновь была признана Татьяна Кошелева, в символическую сборную также вошли либеро Анна Малова и вернувшаяся в команду перед этим турниром Ирина Заряжко. Месяцем ранее подопечные Юрия Маричева при добротной игре не смогли завоевать путёвку на Олимпийские игры в Рио-де-Жанейро по итогам Кубка мира, заняв 4-е место, но в январе 2016 года успешно справились с этой задачей, став победителями европейского отборочного турнира. На самой Олимпиаде выступление россиянок завершилось разгромным поражением в трёх партиях от сборной Сербии в четвертьфинале.

### 2017—2021
2 февраля 2017 года сборную России во второй раз возглавил Владимир Кузюткин. Под его руководством команда выиграла путёвку на чемпионат мира-2018, стала серебряным призёром Кубка Ельцина, заняла 9-е место на Гран-при и 4-е — на Всемирном Кубке чемпионов. В сентябре 2017 года, на последнем этапе подготовки к чемпионату Европы, в штабе сборной России была произведена рокировка — Владимир Кузюткин перешёл на должность старшего тренера, а возглавил сборную его прежний ассистент Константин Ушаков. На европейском первенстве сборная России под руководством Ушакова показала невыразительную игру и выбыла на стадии четвертьфинала, разгромно проиграв сборной Турции со счётом 0:3.
18 января 2018 года новым главным тренером сборной России назначен Вадим Панков. В сезоне 2018 года команда не смогла выйти в «Финал шести» дебютного розыгрыша Лиги наций, заняв в итоге 8-е место, и показала аналогичный результат на чемпионате мира в Японии, где одной из причин неудачного выступления стала травма плеча основной диагональной Наталии Гончаровой, которую она получила во встрече первого этапа против сборной США.
В 2019 году сборная России, выступая экспериментальным составом, финишировала лишь 14-й на турнире Лиги наций, а с возвращением в команду опытных волейболисток стала одним из победителей квалификационного олимпийского турнира в Калининграде и вслед за этим потерпела неудачу на чемпионате Европы, выбыв из борьбы в четвертьфинале. 10 сентября Вадим Панков подал в отставку. На Кубке мира, где обязанности главного тренера сборной исполнял итальянец Серджо Бузато, россиянки завоевали бронзу, выиграв первую с 2015 года медаль на официальных международных турнирах. В конце 2019 года Бузато был утверждён главным тренером команды.
В 2020 году из-за пандемии COVID-19 сборная России не провела ни одного официального матча. На отложенных Олимпийских играх в Токио команда, выступавшая под флагом Олимпийского комитета России, в рамках группового этапа одержала три победы, в том числе над будущими чемпионками — сборной США, но, несмотря на это, заняла только 4-е место в группе и вышла в четвертьфинал на бразильянок, которым уступила — 1:3. Спустя две недели на чемпионат Европы из основного олимпийского состава отправились только Евгения Старцева и Арина Федоровцева, а Наталия Гончарова, Ирина Воронкова, Ирина Фетисова, Ирина Королёва и Анна Подкопаева в заявку не вошли. Команда Серджо Бузато выбыла из борьбы после поражения в четвертьфинале от сборной Италии. 

### 2022
8 мая 2022 года новым главным тренером сборной был назначен известный сербский специалист Зоран Терзич.

## Состав
Заявка сборной России на чемпионат Европы-2021
| №                       | Имя                     | Дата рождения           | Рост                    | Клуб                    |
| Центральные блокирующие | Центральные блокирующие | Центральные блокирующие | Центральные блокирующие | Центральные блокирующие |
| ----------------------- | ----------------------- | ----------------------- | ----------------------- | ----------------------- |
| 1                       | Елизавета Котова        | 31.05.1998              | 186                     | «Уралочка-НТМК»         |
| 11                      | Юлия Бровкина           | 31.05.2001              | 190                     | «Локомотив»             |
| 26                      | Екатерина Енина         | 10.05.1993              | 192                     | «Динамо» (Москва)       |
| Связующие               |                         |                         |                         |                         |
| 5                       | Полина Матвеева         | 08.08.2002              | 192                     | «Заречье-Одинцово»      |
| 13                      | Евгения Старцева        | 12.02.1989              | 185                     | без клуба               |
| Диагональные нападающие |                         |                         |                         |                         |
| 12                      | Анна Лазарева           | 31.01.1997              | 190                     | «Фенербахче»            |
| Доигровщики             |                         |                         |                         |                         |
| 10                      | Арина Федоровцева       | 19.01.2004              | 191                     | «Фенербахче»            |
| 17                      | Татьяна Кадочкина       | 21.03.2003              | 192                     | «Динамо-Ак Барс»        |
| 23                      | Ирина Капустина         | 20.04.1998              | 188                     | «Липецк»                |
| 25                      | Ксения Смирнова         | 24.04.1998              | 190                     | «Уралочка-НТМК»         |
| Либеро                  |                         |                         |                         |                         |
| 4                       | Дарья Пилипенко         | 09.06.1990              | 176                     | «Енисей»                |
| 22                      | Тамара Зайцева          | 16.12.1994              | 170                     | «Локомотив»             |

Главный тренер — Серджо Бузато. Старший тренер — Юрий Булычев.

## Результаты выступлений
По состоянию на 1 сентября 2021 года на счету женской сборной России 671 официальный матчей, проведённый в соревнованиях под эгидой Международной федерации волейбола и Европейской конфедерации волейбола в рамках Олимпийских игр, чемпионатов мира, розыгрышей Кубка мира, Всемирного Кубка чемпионов, Гран-при, Лиги наций и чемпионатов Европы (включая отборочные турниры к этим соревнованиям). Из них выиграно 474, проиграно 197. Соотношение партий — 1619:893.

### Олимпийские игры
| Год   | Игры | Победы | Поражения | Партии | Место | Главный тренер    |
| ----- | ---- | ------ | --------- | ------ | ----- | ----------------- |
| 1996  | 8    | 5      | 3         | 18:11  | 4-е   | Николай Карполь   |
| 2000  | 8    | 7      | 1         | 23:10  | 2     | Николай Карполь   |
| 2004  | 8    | 5      | 3         | 19:13  | 2     | Николай Карполь   |
| 2008  | 6    | 3      | 3         | 10:9   | 5-е   | Джованни Капрара  |
| 2012  | 6    | 5      | 1         | 17:7   | 5-е   | Сергей Овчинников |
| 2016  | 6    | 4      | 2         | 12:7   | 5-е   | Юрий Маричев      |
| 2020  | 6    | 3      | 3         | 12:11  | 7-е   | Серджо Бузато     |
| Всего | 48   | 32     | 16        | 111:68 |       |                   |

### Олимпийские отборочные турниры
| Год                                     | Игры | Победы | Поражения | Партии | Место | Главный тренер            |
| --------------------------------------- | ---- | ------ | --------- | ------ | ----- | ------------------------- |
| 1996 (европейский)                      | 4    | 3      | 1         | 11:5   | 2-е   | Николай Карполь           |
| 1996 (африканский)                      | 2    | 2      | 0         | 6:0    | 1-е   | Николай Карполь           |
| 2004 (европейский)                      | 3    | 1      | 2         | 6:7    | 5-е   | Николай Карполь           |
| 2004 (мировой)                          | 7    | 5      | 2         | 19:6   | 3-е   | Николай Карполь           |
| 2008 (европейский)                      | 5    | 5      | 0         | 15:4   | 1-е   | Джованни Капрара          |
| 2012 (европейский предквалификационный) | 4    | 4      | 0         | 12:1   | 1-е   | Сергей Овчинников (и. о.) |
| 2012 (европейский)                      | 4    | 2      | 2         | 9:8    | 3-е   | Сергей Овчинников         |
| 2012 (мировой)                          | 7    | 7      | 0         | 21:1   | 1-е   | Сергей Овчинников         |
| 2016 (европейский)                      | 5    | 5      | 0         | 15:5   | 1-е   | Юрий Маричев              |
| 2020 (мировой)                          | 3    | 3      | 0         | 9:2    | 1-е   | Вадим Панков              |
| Всего                                   | 42   | 35     | 7         | 117:39 |       |                           |

### Чемпионаты мира
| Год   | Игры            | Победы          | Поражения       | Партии          | Место           | Главный тренер    |
| ----- | --------------- | --------------- | --------------- | --------------- | --------------- | ----------------- |
| 1994  | 7               | 5               | 2               | 17:10           | 3               | Николай Карполь   |
| 1998  | 8               | 7               | 1               | 21:5            | 3               | Николай Карполь   |
| 2002  | 11              | 9               | 2               | 31:11           | 3               | Николай Карполь   |
| 2006  | 11              | 10              | 1               | 31:9            | 1               | Джованни Капрара  |
| 2010  | 11              | 11              | 0               | 33:7            | 1               | Владимир Кузюткин |
| 2014  | 11              | 6               | 5               | 24:17           | 5-е             | Юрий Маричев      |
| 2018  | 9               | 6               | 3               | 22:12           | 8-е             | Вадим Панков      |
| 2022  | дисквалификация | дисквалификация | дисквалификация | дисквалификация | дисквалификация |                   |
| Всего | 68              | 54              | 14              | 179:71          |                 |                   |

### Отборочные турниры чемпионатов мира
| Год               | Игры | Победы | Поражения | Партии | Место          | Главный тренер    |
| ----------------- | ---- | ------ | --------- | ------ | -------------- | ----------------- |
| 1997 (на ЧМ-1998) | 3    | 3      | 0         | 9:0    | 1-е (в группе) | Николай Карполь   |
| 2001 (на ЧМ-2002) | 3    | 3      | 0         | 9:0    | 1-е (в группе) | Николай Карполь   |
| 2005 (на ЧМ-2006) | 3    | 2      | 1         | 7:4    | 2-е (в группе) | Джованни Капрара  |
| 2017 (на ЧМ-2018) | 5    | 5      | 0         | 15:2   | 1-е (в группе) | Владимир Кузюткин |
| Всего             | 14   | 13     | 1         | 40:6   |                |                   |

### Кубок мира
| Год   | Игры | Победы | Поражения | Партии | Место | Главный тренер        |
| ----- | ---- | ------ | --------- | ------ | ----- | --------------------- |
| 1999  | 11   | 10     | 1         | 30:9   | 2     | Николай Карполь       |
| 2015  | 11   | 9      | 2         | 30:8   | 4-е   | Юрий Маричев          |
| 2019  | 11   | 8      | 3         | 27:14  | 3     | Серджо Бузато (и. о.) |
| Всего | 33   | 27     | 6         | 87:31  |       |                       |

### Всемирный Кубок чемпионов
| Год   | Игры | Победы | Поражения | Партии | Место | Главный тренер    |
| ----- | ---- | ------ | --------- | ------ | ----- | ----------------- |
| 1993  | 5    | 3      | 2         | 12:11  | 3     | Николай Карполь   |
| 1997  | 5    | 5      | 0         | 15:3   | 1     | Николай Карполь   |
| 2001  | 5    | 3      | 2         | 11:8   | 2     | Николай Карполь   |
| 2013  | 5    | 1      | 4         | 8:13   | 4-е   | Юрий Маричев      |
| 2017  | 5    | 2      | 3         | 9:10   | 4-е   | Владимир Кузюткин |
| Всего | 25   | 14     | 11        | 55:45  |       |                   |

### Гран-при
| Год   | Игры | Победы | Поражения | Партии  | Место | Главный тренер    |
| ----- | ---- | ------ | --------- | ------- | ----- | ----------------- |
| 1993  | 12   | 6      | 6         | 25:24   | 3     | Николай Карполь   |
| 1994  | 9    | 4      | 5         | 19:20   | 7-е   | Николай Карполь   |
| 1995  | 12   | 5      | 7         | 23:28   | 6-е   | Николай Карполь   |
| 1996  | 15   | 8      | 7         | 33:25   | 3     | Николай Карполь   |
| 1997  | 12   | 12     | 0         | 36:7    | 1     | Николай Карполь   |
| 1998  | 11   | 8      | 3         | 27:14   | 2     | Николай Карполь   |
| 1999  | 8    | 8      | 0         | 24:9    | 1     | Николай Карполь   |
| 2000  | 11   | 9      | 2         | 28:13   | 2     | Николай Карполь   |
| 2001  | 14   | 9      | 5         | 34:19   | 3     | Николай Карполь   |
| 2002  | 13   | 11     | 2         | 35:15   | 1     | Николай Карполь   |
| 2003  | 10   | 8      | 2         | 25:11   | 2     | Николай Карполь   |
| 2004  | 9    | 4      | 5         | 20:17   | 7-е   | Николай Карполь   |
| 2006  | 13   | 10     | 3         | 31:20   | 2     | Джованни Капрара  |
| 2007  | 14   | 9      | 5         | 30:25   | 4-е   | Джованни Капрара  |
| 2009  | 14   | 10     | 4         | 36:21   | 2     | Владимир Кузюткин |
| 2011  | 14   | 9      | 5         | 30:19   | 4-е   | Владимир Кузюткин |
| 2013  | 9    | 7      | 2         | 24:14   | 7-е   | Юрий Маричев      |
| 2014  | 14   | 8      | 6         | 29:26   | 3     | Юрий Маричев      |
| 2015  | 14   | 8      | 6         | 26:23   | 2     | Юрий Маричев      |
| 2016  | 13   | 9      | 4         | 31:19   | 4-е   | Юрий Маричев      |
| 2017  | 9    | 3      | 6         | 17:20   | 9-е   | Владимир Кузюткин |
| Всего | 250  | 165    | 85        | 583:389 |       |                   |

### Отборочные турниры Гран-при
| Год               | Игры | Победы | Поражения | Партии | Место | Главный тренер       |
| ----------------- | ---- | ------ | --------- | ------ | ----- | -------------------- |
| 2001 (на ГП-2001) | 3    | 2      | 1         | 7:4    | 1-е   | Николай Карполь      |
| 2003 (на ГП-2004) | 5    | 4      | 1         | 14:6   | 1-е   | Николай Карполь      |
| 2005 (на ГП-2006) | 5    | 3      | 2         | 13:9   | 2-е   | Джованни Капрара     |
| 2006 (на ГП-2007) | 4    | 3      | 1         | 11:6   | 1-е   | Джованни Капрара     |
| 2007 (на ГП-2008) | 6    | 3      | 3         | 13:12  | 5-е   | Джованни Капрара     |
| 2008 (на ГП-2009) | 5    | 4      | 1         | 12:6   | 2-е   | Вадим Панков (и. о.) |
| 2010 (на ГП-2011) | 5    | 4      | 1         | 13:8   | 2-е   | Владимир Кузюткин    |
| Всего             | 33   | 23     | 10        | 83:51  |       |                      |

### Лига наций
| Год   | Игры | Победы | Поражения | Партии | Место | Главный тренер |
| ----- | ---- | ------ | --------- | ------ | ----- | -------------- |
| 2018  | 15   | 8      | 7         | 26:29  | 8-е   | Вадим Панков   |
| 2019  | 15   | 3      | 12        | 16:38  | 14-е  | Вадим Панков   |
| 2021  | 15   | 8      | 7         | 30:26  | 8-е   | Серджо Бузато  |
| Всего | 45   | 19     | 26        | 72:93  |       |                |

### Чемпионаты Европы
| Год   | Игры | Победы | Поражения | Партии | Место | Главный тренер    |
| ----- | ---- | ------ | --------- | ------ | ----- | ----------------- |
| 1993  | 7    | 6      | 1         | 18:5   | 1     | Николай Карполь   |
| 1995  | 7    | 6      | 1         | 19:3   | 3     | Николай Карполь   |
| 1997  | 7    | 7      | 0         | 21:2   | 1     | Николай Карполь   |
| 1999  | 5    | 5      | 0         | 15:1   | 1     | Николай Карполь   |
| 2001  | 7    | 7      | 0         | 21:2   | 1     | Николай Карполь   |
| 2003  | 7    | 5      | 2         | 15:9   | 5-е   | Николай Карполь   |
| 2005  | 7    | 5      | 2         | 19:9   | 3     | Джованни Капрара  |
| 2007  | 8    | 6      | 2         | 18:7   | 3     | Джованни Капрара  |
| 2009  | 6    | 4      | 2         | 15:9   | 6-е   | Владимир Кузюткин |
| 2011  | 4    | 3      | 1         | 9:5    | 6-е   | Владимир Кузюткин |
| 2013  | 6    | 6      | 0         | 18:3   | 1     | Юрий Маричев      |
| 2015  | 6    | 5      | 1         | 15:5   | 1     | Юрий Маричев      |
| 2017  | 4    | 3      | 1         | 9:8    | 6-е   | Константин Ушаков |
| 2019  | 7    | 5      | 2         | 18:7   | 7-е   | Вадим Панков      |
| 2021  | 7    | 4      | 3         | 16:11  | 6-е   | Серджо Бузато     |
| Всего | 95   | 77     | 18        | 246:86 |       |                   |

### Отборочные турниры чемпионатов Европы
| Год                 | Игры | Победы | Поражения | Партии | Место          | Главный тренер  |
| ------------------- | ---- | ------ | --------- | ------ | -------------- | --------------- |
| 1997—1999 (ЧЕ-1999) | 10   | 9      | 1         | 27:6   | 1-е (в группе) | Николай Карполь |
| 2004 (ЧЕ-2005)      | 6    | 4      | 2         | 13:8   | 3-е (в группе) | Николай Карполь |
| Всего               | 16   | 13     | 3         | 40:14  |                |                 |

Сборная России также является победителем таких крупных международных турниров как: Монтрё Волей Мастерс (2002), Кубок Бориса Ельцина (2003, 2004, 2005, 2008, 2009, 2010, 2012, 2013, 2015), Мемориал Агаты Мруз-Ольшевской (2011).

## Соперники
В рамках официальных турниров сборная России встречалась с национальными командами 49 стран.
| Соперник                 | Игры | Победы | Поражения | Партии  |
| ------------------------ | ---- | ------ | --------- | ------- |
| Австрия                  | 2    | 2      | 0         | 6:0     |
| Азербайджан              | 12   | 10     | 2         | 33:12   |
| Алжир                    | 3    | 3      | 0         | 9:0     |
| Аргентина                | 7    | 7      | 0         | 21:2    |
| Беларусь                 | 10   | 10     | 0         | 30:3    |
| Бельгия                  | 12   | 9      | 3         | 29:15   |
| Болгария                 | 18   | 17     | 1         | 51:13   |
| Босния и Герцеговина     | 1    | 1      | 0         | 3:0     |
| Бразилия                 | 53   | 20     | 33        | 87:123  |
| Великобритания           | 1    | 1      | 0         | 3:0     |
| Венгрия                  | 1    | 1      | 0         | 3:0     |
| Германия                 | 40   | 32     | 8         | 105:36  |
| Греция                   | 7    | 7      | 0         | 21:4    |
| Грузия                   | 1    | 1      | 0         | 3:0     |
| Дания                    | 1    | 1      | 0         | 3:0     |
| Доминиканская Республика | 15   | 14     | 1         | 43:15   |
| Испания                  | 7    | 6      | 1         | 19:7    |
| Италия                   | 50   | 34     | 16        | 118:77  |
| Казахстан                | 4    | 4      | 0         | 12:2    |
| Камерун                  | 2    | 2      | 0         | 6:0     |
| Канада                   | 5    | 5      | 0         | 15:0    |
| Кения                    | 4    | 4      | 0         | 12:0    |
| Китай                    | 53   | 28     | 25        | 102:101 |
| Куба                     | 32   | 16     | 16        | 68:65   |
| Латвия                   | 2    | 2      | 0         | 6:0     |
| Мексика                  | 3    | 3      | 0         | 9:0     |
| Нигерия                  | 2    | 2      | 0         | 6:0     |
| Нидерланды               | 33   | 25     | 8         | 83:36   |
| Перу                     | 10   | 10     | 0         | 30:2    |
| Польша                   | 22   | 12     | 10        | 50:42   |
| Пуэрто-Рико              | 6    | 5      | 1         | 16:3    |
| Республика Корея         | 41   | 35     | 6         | 112:42  |
| Румыния                  | 9    | 8      | 1         | 24:5    |
| Сербия                   | 23   | 13     | 10        | 49:40   |
| Сербия и Черногория      | 2    | 2      | 0         | 6:3     |
| Словакия                 | 3    | 3      | 0         | 9:0     |
| США                      | 47   | 21     | 26        | 93:99   |
| Таиланд                  | 20   | 18     | 2         | 56:17   |
| Китайский Тайбэй         | 4    | 4      | 0         | 12:1    |
| Тринидад и Тобаго        | 1    | 1      | 0         | 3:0     |
| Тунис                    | 1    | 1      | 0         | 3:0     |
| Турция                   | 24   | 13     | 11        | 51:45   |
| Украина                  | 8    | 7      | 1         | 21:6    |
| Франция                  | 5    | 5      | 0         | 15:1    |
| Хорватия                 | 10   | 9      | 1         | 27:7    |
| Чехия и Словакия         | 1    | 1      | 0         | 3:0     |
| Чехия                    | 5    | 5      | 0         | 15:1    |
| Швейцария                | 1    | 1      | 0         | 3:0     |
| Япония                   | 47   | 33     | 14        | 115:68  |

## Игроки
Всего в составе женской сборной России по волейболу в официальных турнирах, проводимых под эгидой ФИВБ и ЕКВ, выступало 128 спортсменок. Из-за отсутствия точных данных в это число не включены волейболистки, выступавшие только в отборочных турнирах данных соревнований.